# Ixia brunneobractea
Ixia brunneobractea är en irisväxtart som beskrevs av Gwendoline Joyce Lewis. Ixia brunneobractea ingår i släktet Ixia och familjen irisväxter. Inga underarter finns listade i Catalogue of Life.